# Zona de abscisión
En botánica, la zona de abscisión es una región definida en la base de la hoja, a menudo visible exteriormente como una constricción en forma de anillo, cuya formación precede a la caída de la hoja. La formación de la zona de abscisión se debe a la intervención de tejidos especializados que aparecen en forma de un disco de células pequeñas con paredes delgadas, alineadas regularmente y sin ningún tejido de sostén. La zona de abscisión se diferencia después en dos capas de células superpuestas: una capa de abscisión o separación hacia la hoja y una capa protectora suberosa hacia el tallo. En la capa de abscisión o separación las laminillas medias y a menudo las paredes primarias de las células se gelifican, de manera que las células ya no permanecen soldadas entre sí y se separan. La hoja queda sostenida solamente por los hacecillos vasculares, donde los vasos son obstruidos por tílides, y entonces cae, ya sea por su propio peso o por la acción del viento. En la capa protectora suberosa las paredes celulares se impregnan de suberina y forman una capa —el súber cicatricial— que protege la cicatriz dejada sobre el tallo por la caída de las hojas. El súber cicatricial puede formarse antes de la caída de las hojas —como en el caso de la magnolia— o inmediatamente después —como en la higuera—. En las especies leñosas la capa protectora tarde o temprano es reemplazada por la peridermis, que se desarrolla debajo de la capa protectora en continuidad con la peridermis de otras partes del tallo.